# Hãng phim Tài liệu và Khoa học Trung ương
Hãng phim Tài liệu và Khoa học Trung ương có tên thương mại là Công ty Trách nhiệm hữu hạn Một thành viên Hãng phim Tài liệu và khoa học Trung ương (tiếng Anh: National Documentary and Scientific Film Studio; viết tắt: DSF) là đơn vị sản xuất phim tài liệu Việt Nam trực thuộc nhà nước, thành lập vào ngày 17 tháng 6 năm 1956 dưới tên gọi ban đầu là Xưởng phim Thời sự Tài liệu sau khi tách độc lập khỏi Xưởng phim Việt Nam. Hãng là đơn vị đầu ngành chuyên sản xuất các bộ phim tài liệu, phim thời sự, phóng sự và phim khoa học. Tính đến năm 2021, hãng đã xuất xưởng tổng cộng hơn 3800 bộ phim, trong đó có nhiều tác phẩm đoạt giải cao tại các kỳ liên hoan phim Việt Nam và quốc tế.

## Tên gọi qua các thời kỳ
- Xưởng phim Thời sự Tài liệu Việt Nam (1956–1982)[2]
- Xí nghiệp Tài liệu và Khoa học Trung ương (1982–1989)[2]
- Hãng/Xưởng phim Tài liệu và Khoa học Trung ương (1989–nay)[5]

## Nghệ sĩ tiêu biểu
- Lưu Xuân Thư
- Trần Văn Thủy
- Bùi Đình Hạc
- Ma Cường
- Nguyễn Thước
- Lê Hồng Chương
- Lý Thái Bảo
- Nguyễn Việt Nga[6]

## Tác phẩm tiêu biểu
- Nước về Bắc Hưng Hải[7]
- Anh Nguyễn Văn Trỗi sống mãi
- Lũy thép Vĩnh Linh
- Hà Nội trong mắt ai
- Chuyện tử tế
- Tiếng vĩ cầm ở Mỹ Lai

## Danh hiệu
- Anh hùng Lao động (1985)[1]
- Huân chương Độc lập hạng I, II, III[4]
- Huân chương Lao động hạng I, II, III[4]
- Huân chương Kháng chiến hạng I (1973)[1]
- Huân chương Chiến công hạng III (1967)[1]